# Exocentrus albomaculipennis
Exocentrus albomaculipennis là một loài bọ cánh cứng trong họ Cerambycidae.